# Distretto di Szydłowiec
Il distretto di Szydłowiec (in polacco powiat szydłowiecki) è un distretto polacco appartenente al voivodato della Masovia.

## Geografia antropica

### Suddivisioni amministrative
Il distretto comprende 5 comuni.
- Comuni urbano-rurali: Szydłowiec
- Comuni rurali: Chlewiska, Jastrząb, Mirów, Orońsko